# Putrun Himal
Der Putrun Himal (auch Putrung Himal oder Purbung Himal) ist ein Berg im Himalaya in Nepal.
Der Putrun Himal besitzt eine Höhe von 6485 m und befindet sich im Gebirgsmassiv Damodar Himal. Südöstlich liegt die 6111 m hohe Bergpyramide des Genjang. 3,07 km westnordwestlich liegt der 6120 m hohe Purkung. Der Gebirgspass Thorong La liegt 7,7 km östlich des Putrun Himal. Im Süden liegt der Bergkamm Manang Himal mit den Gipfeln des Chulu.
Die Erstbesteigung erfolgte am 30. November 2021 durch Jost Kobusch und Nicolas Scheidtweiler.